# Trithemis ramburii
Trithemis ramburii är en trollsländeart som beskrevs av Kirby 1890. Trithemis ramburii ingår i släktet Trithemis och familjen segeltrollsländor. Inga underarter finns listade i Catalogue of Life.